# Fussball-Club Rot-Weiß Erfurt 2012-2013
Questa voce raccoglie le informazioni riguardanti il Fussball-Club Rot-Weiß Erfurt nelle competizioni ufficiali della stagione 2012-2013.

## Stagione
Nella stagione 2012-2013 il Rot Weiss Erfurt, allenato da Stefan Emmerling, Christian Preußer e Alois Schwartz, concluse il campionato di 3. Liga al 13º posto.

## Rosa
| N. |                        | Ruolo | Calciatore            |
| -- | ---------------------- | ----- | --------------------- |
| 1  | Germania (bandiera)    | P     | Andreas Sponsel       |
| 5  | Libano (bandiera)      | D     | Joan Oumari           |
| 6  | Germania (bandiera)    | D     | Jens Möckel           |
| 8  | Francia (bandiera)     | A     | Smail Morabit         |
| 9  | Paesi Bassi (bandiera) | A     | Mijo Tunjić           |
| 10 | Turchia (bandiera)     | A     | Aykut Öztürk          |
| 11 | Germania (bandiera)    | A     | Sebastian Stolze      |
| 13 | Germania (bandiera)    | C     | Mario Fillinger       |
| 14 | Germania (bandiera)    | C     | Kevin Möhwald         |
| 15 | Germania (bandiera)    | D     | Tommy Kind            |
| 16 | Germania (bandiera)    | A     | Dominick Drexler      |
| 17 | Ghana (bandiera)       | D     | Phil Ofosu-Ayeh       |
| 18 | Germania (bandiera)    | A     | Tobias Ahrens         |
| 22 | Germania (bandiera)    | C     | Nils Pfingsten-Reddig |
| 23 | Germania (bandiera)    | C     | Marco Engelhardt      |
| 24 | Germania (bandiera)    | C     | Felix Robrecht        |
| 24 | Germania (bandiera)    | A     | Jonas Nietfeld        |

| N. |                      | Ruolo | Calciatore      |
| -- | -------------------- | ----- | --------------- |
| 25 | Germania (bandiera)  | P     | Philipp Klewin  |
| 26 | Germania (bandiera)  | D     | Thomas Ströhl   |
| 28 | Germania (bandiera)  | D     | Marko Kopilaš   |
| 30 | Danimarca (bandiera) | C     | Morten Nielsen  |
| 31 | Germania (bandiera)  | P     | Paul Büchel     |
| 33 | Germania (bandiera)  | D     | Rafael Czichos  |
| 34 | Germania (bandiera)  | C     | Marius Strangl  |
| 35 | Germania (bandiera)  | P     | Manuel Salz     |
| 35 | Germania (bandiera)  | D     | Til Schwarz     |
| 35 | Germania (bandiera)  | D     | Eric Stelzer    |
| 36 | Germania (bandiera)  | C     | Patrick Göbel   |
| 37 | Germania (bandiera)  | D     | Niklas Wittmann |
| 38 | Germania (bandiera)  | D     | Tom Bertram     |
| 39 | Germania (bandiera)  | C     | Maik Baumgarten |
| 39 | Germania (bandiera)  | A     | Hans Oeftger    |
|    | Germania (bandiera)  | C     | Niklas Odenwald |

## Organigramma societario
Area tecnica
- Allenatore:
- Allenatore in seconda: Rudolf Zedi
- Preparatore dei portieri: René Twardzik
- Preparatori atletici:

## Calciomercato

### Sessione estiva
| Acquisti | Acquisti        | Acquisti            | Acquisti |
| R.       | Nome            | da                  | Modalità |
| -------- | --------------- | ------------------- | -------- |
| D        | Jens Möckel     | Dinamo Dresda       |          |
| D        | Rafael Czichos  | Wolfsburg II        |          |
| C        | Mario Fillinger | FSV Francoforte     |          |
| D        | Igor Jovanović  | Rot-Weiß Erfurt II  |          |
| P        | Philipp Klewin  | Rot-Weiß Erfurt U19 |          |
| A        | Aykut Öztürk    | Sandhausen          |          |
| C        | Felix Robrecht  | Werder Brema U19    |          |
| C        | Marius Strangl  | Greuther Fürth II   |          |
| C        | Mahmut Temür    | Jahn Ratisbona      |          |
| A        | Mijo Tunjić     | Unterhaching        |          |

| Cessioni | Cessioni         | Cessioni         | Cessioni |
| R.       | Nome             | a                | Modalità |
| -------- | ---------------- | ---------------- | -------- |
| A        | Sebastian Hauck  | Lubecca          |          |
| C        | Julien Humbert   | Hansa Rostock    |          |
| A        | Gaetano Manno    | Osnabrück        |          |
| C        | Fabian Paradies  | Neubrandenburg   |          |
| D        | Matthias Rahn    | Hessen Kassel    |          |
| A        | Marcel Reichwein | Aalen            |          |
| D        | Rhys Tyler       | RW Oberhausen    |          |
| C        | Denis Weidlich   | Jahn Ratisbona   |          |
| A        | Serge Yohoua     | Viktoria Colonia |          |

### Sessione invernale
| Acquisti | Acquisti | Acquisti | Acquisti |
| R.       | Nome     | da       | Modalità |
| -------- | -------- | -------- | -------- |

| Cessioni | Cessioni       | Cessioni  | Cessioni |
| R.       | Nome           | a         | Modalità |
| -------- | -------------- | --------- | -------- |
| C        | Mahmut Temür   | Homburg   |          |
| P        | Marcus Rickert | Osnabrück |          |
| D        | Igor Jovanović | Jaro      |          |

## Risultati

### 3. Liga

#### Girone di andata
| Arbitro: | Stegemann |

|                             |           |             |
| Janjić 54’, 71’, 84’ (rig.) | Marcatori | 29’ Morabit |

| Arbitro: | Cortus |

|  |           |                                                        |
|  | Marcatori | 6’ Schnatterer 21’ Titsch-Rivero 35’, 74’ (rig.) Thurk |

| Arbitro: | Wingenbach |

|                                       |           |  |
| Wagefeld 20’ (rig.), 84’ Ruprecht 75’ | Marcatori |  |

| Arbitro: | Storks |

|                            |           |            |
| Pfingsten-Reddig 3’ (rig.) | Marcatori | 76’ Röcker |

| Arbitro: | Brand |

|           |           |  |
| Costa 49’ | Marcatori |  |

| Arbitro: | Kunzmann |

|  |           |                         |
|  | Marcatori | 26’ Salger 73’ Testroet |

| Arbitro: | Gerach |

|            |           |             |
| Müller 26’ | Marcatori | 14’ Morabit |

| Arbitro: | Heft |

|                                                   |           |  |
| Drexler 30’, 77’ Oumari 40’ Morabit 66’ Göbel 86’ | Marcatori |  |

| Arbitro: | Jablonski |

|  |           |                        |
|  | Marcatori | 32’ Tunjić 73’ Möhwald |

| Arbitro: | Stein |

|             |           |           |
| Möhwald 26’ | Marcatori | 53’ Mehic |

| Arbitro: | Storks |

|                                      |           |  |
| van der Biezen 47’, 90’ Hennings 82’ | Marcatori |  |

| Arbitro: | Blos |

|  |           |                          |
|  | Marcatori | 18’, 70’ Luz 89’ Senesie |

| Arbitro: | Osmers |

|  |           |                                |
|  | Marcatori | 53’ Marchese 69’, 76’ Grüttner |

| Arbitro: | Drees |

|                        |           |                        |
| Rohracker 27’ Drum 45’ | Marcatori | 36’ Tunjić 90’ Drexler |

| Arbitro: | Valentin |

|            |           |          |
| Möckel 90’ | Marcatori | 5’ Opper |

| Arbitro: | Stieler |

|                                 |           |                           |
| Kirsch 16’ Grote 35’ Taylor 72’ | Marcatori | 40’ Ströhl 77’ Engelhardt |

| Arbitro: | Kampka |

|                             |           |                         |
| Tunjić 28’ Morabit 57’, 63’ | Marcatori | 73’ Makarenko 90’ Kegel |

| Arbitro: | Ostheimer |

|  |           |             |
|  | Marcatori | 64’ Drexler |

| Arbitro: | Hartmann |

|                             |           |              |
| Pfingsten-Reddig 45’ (rig.) | Marcatori | 25’ Weilandt |

#### Girone di ritorno
| Arbitro: | Siewer |

|                                        |           |                        |
| Ströhl 19’ Pfingsten-Reddig 73’ (rig.) | Marcatori | 11’, 78’ (rig.) Janjić |

| Arbitro: | Beitinger |

|                                  |           |                            |
| Schnatterer 39’ (rig.) Thurk 77’ | Marcatori | 9’ (rig.) Pfingsten-Reddig |

| Arbitro: | Schmidt |

|                                        |           |           |
| Pfingsten-Reddig 81’ (rig.) Öztürk 90’ | Marcatori | 74’ Preuß |

| Arbitro: | Kempter |

|             |           |  |
| Hemlein 67’ | Marcatori |  |

| Arbitro: | Kunzmann |

|                                           |           |          |
| Pfingsten-Reddig 8’ (rig.) Engelhardt 77’ | Marcatori | 2’ Costa |

| Arbitro: | Wingenbach |

|                      |           |  |
| Hille 23’ Schütz 71’ | Marcatori |  |

| Arbitro: | Brand |

|                                              |           |                   |
| Pfingsten-Reddig 20’ Morabit 23’ Nielsen 27’ | Marcatori | 89’ (rig.) Kefkir |

| Arbitro: | Alt |

|                                              |           |                                                   |
| Bakalorz 10’ Ducksch 66’ Durm 69’ Bajner 90’ | Marcatori | 37’ Öztürk 57’ (rig.) Pfingsten-Reddig 90’ Möckel |

| Arbitro: | Jablonski |

|                |           |                      |
| Engelhardt 71’ | Marcatori | 12’ Özbek 65’ Eggert |

| Arbitro: | Storks |

|  |           |            |
|  | Marcatori | 54’ Tunjić |

| Arbitro: | Siewer |

|  |           |           |
|  | Marcatori | 26’ Krebs |

| Burghausen 30 marzo 2013, ore 14:00 CET 31ª giornata | Wacker Burghausen | 0 – 0 referto | Rot-Weiß Erfurt | Wacker-Arena (2 150 spett.)\| Arbitro: \| Dittrich \| |
| Arbitro:                                             | Dittrich          |               |                 |                                                       |

| Arbitro: | Wingenbach |

|  |           |                      |
|  | Marcatori | 47’ Pfingsten-Reddig |

| Arbitro: | Göpferich |

|                             |           |  |
| Pfingsten-Reddig 68’ (rig.) | Marcatori |  |

| Arbitro: | Blos |

|              |           |                |
| Albrecht 73’ | Marcatori | 32’ Ofosu-Ayeh |

| Arbitro: | Valentin |

|                             |           |            |
| Pfingsten-Reddig 22’ (rig.) | Marcatori | 40’ Taylor |

| Arbitro: | Schmickartz |

|          |           |                                  |
| Fink 83’ | Marcatori | 45’ Pfingsten-Reddig 47’ Strangl |

| Arbitro: | Petersen |

|                       |           |                                             |
| Öztürk 27’ Tunjić 29’ | Marcatori | 5’ Zimmerman 12’, 57’, 87’ (rig.) Steegmann |

| Rostock 18 maggio 2013, ore 13:30 CEST 38ª giornata | Hansa Rostock | 0 – 0 referto | Rot-Weiß Erfurt | DKB-Arena (12 000 spett.)\| Arbitro: \| Heft \| |
| Arbitro:                                            | Heft          |               |                 |                                                 |

## Statistiche

### Statistiche di squadra
| Competizione | Punti | In casa | In casa | In casa | In casa | In casa | In casa | In trasferta | In trasferta | In trasferta | In trasferta | In trasferta | In trasferta | Totale | Totale | Totale | Totale | Totale | Totale | DR  |
| Competizione | Punti | G       | V       | N       | P       | Gf      | Gs      | G            | V            | N            | P            | Gf           | Gs           | G      | V      | N      | P      | Gf     | Gs     | DR  |
| ------------ | ----- | ------- | ------- | ------- | ------- | ------- | ------- | ------------ | ------------ | ------------ | ------------ | ------------ | ------------ | ------ | ------ | ------ | ------ | ------ | ------ | --- |
| 3. Liga      | 44    | 19      | 6       | 6       | 7       | 26      | 31      | 19           | 5            | 5            | 9            | 18           | 27           | 38     | 11     | 11     | 16     | 44     | 58     | -14 |
| Totale       | 44    | 19      | 6       | 6       | 7       | 26      | 31      | 19           | 5            | 5            | 9            | 18           | 27           | 38     | 11     | 11     | 16     | 44     | 58     | -14 |

### Andamento in campionato
| Giornata  | 1  | 2  | 3  | 4  | 5  | 6  | 7  | 8  | 9  | 10 | 11 | 12 | 13 | 14 | 15 | 16 | 17 | 18 | 19 | 20 | 21 | 22 | 23 | 24 | 25 | 26 | 27 | 28 | 29 | 30 | 31 | 32 | 33 | 34 | 35 | 36 | 37 | 38 |
| --------- | -- | -- | -- | -- | -- | -- | -- | -- | -- | -- | -- | -- | -- | -- | -- | -- | -- | -- | -- | -- | -- | -- | -- | -- | -- | -- | -- | -- | -- | -- | -- | -- | -- | -- | -- | -- | -- | -- |
| Luogo     | T  | C  | T  | C  | T  | C  | T  | C  | T  | C  | T  | C  | C  | T  | C  | T  | C  | T  | C  | C  | T  | C  | T  | C  | T  | C  | T  | C  | T  | C  | T  | T  | C  | T  | C  | T  | C  | T  |
| Risultato | P  | P  | P  | N  | P  | P  | N  | V  | V  | N  | P  | P  | P  | N  | N  | P  | V  | V  | N  | N  | P  | V  | P  | V  | P  | V  | P  | P  | V  | P  | N  | V  | V  | N  | N  | V  | P  | N  |
| Posizione | 16 | 18 | 19 | 19 | 20 | 20 | 20 | 19 | 16 | 18 | 18 | 18 | 19 | 18 | 18 | 19 | 18 | 16 | 16 | 17 | 17 | 16 | 16 | 17 | 17 | 15 | 16 | 16 | 14 | 17 | 16 | 14 | 13 | 13 | 13 | 12 | 13 | 13 |

Legenda:

Luogo: C = Casa; T = Trasferta. Risultato: V = Vittoria; N = Pareggio; P = Sconfitta.

### Statistiche dei giocatori
| T. Ahrens           | 8  | 0  | 1  | 0 |
| M. Baumgarten       | 9  | 0  | 0  | 0 |
| T. Bertram          | 9  | 0  | 2  | 0 |
| P. Büchel           | 0  | 0  | 0  | 0 |
| R. Czichos          | 29 | 0  | 2  | 1 |
| D. Drexler          | 28 | 4  | 4  | 0 |
| M. Engelhardt       | 36 | 3  | 11 | 0 |
| M. Fillinger        | 10 | 0  | 0  | 0 |
| P. Göbel            | 8  | 1  | 1  | 0 |
| I. Jovanovic        | 3  | 0  | 0  | 0 |
| T. Kind             | 2  | 0  | 0  | 0 |
| P. Klewin           | 7  | 0  | 1  | 0 |
| M. Kopilaš          | 16 | 0  | 3  | 1 |
| S. Morabit          | 26 | 6  | 3  | 0 |
| J. Möckel           | 28 | 2  | 9  | 0 |
| K. Möhwald          | 35 | 2  | 8  | 1 |
| M. Nielsen          | 8  | 1  | 1  | 0 |
| J. Nietfeld         | 6  | 0  | 0  | 0 |
| N. Odenwald         | 0  | 0  | 0  | 0 |
| H. Oeftger          | 0  | 0  | 0  | 0 |
| P. Ofosu-Ayeh       | 32 | 1  | 6  | 0 |
| J. Oumari           | 33 | 1  | 9  | 3 |
| N. Pfingsten-Reddig | 38 | 12 | 4  | 0 |
| B. Rauw             | 12 | 0  | 2  | 1 |
| M. Rickert          | 12 | 0  | 0  | 0 |
| F. Robrecht         | 2  | 0  | 0  | 0 |
| M. Salz             | 0  | 0  | 0  | 0 |
| T. Schwarz          | 0  | 0  | 0  | 0 |
| A. Sponsel          | 19 | 0  | 1  | 0 |
| E. Stelzer          | 0  | 0  | 0  | 0 |
| S. Stolze           | 0  | 0  | 0  | 0 |
| M. Strangl          | 16 | 1  | 2  | 3 |
| T. Ströhl           | 18 | 2  | 2  | 0 |
| M. Temür            | 5  | 0  | 0  | 0 |
| M. Tunjić           | 36 | 5  | 2  | 0 |
| N. Wittmann         | 0  | 0  | 0  | 0 |
| A. Öztürk           | 29 | 3  | 6  | 0 |